# Aqsaqal

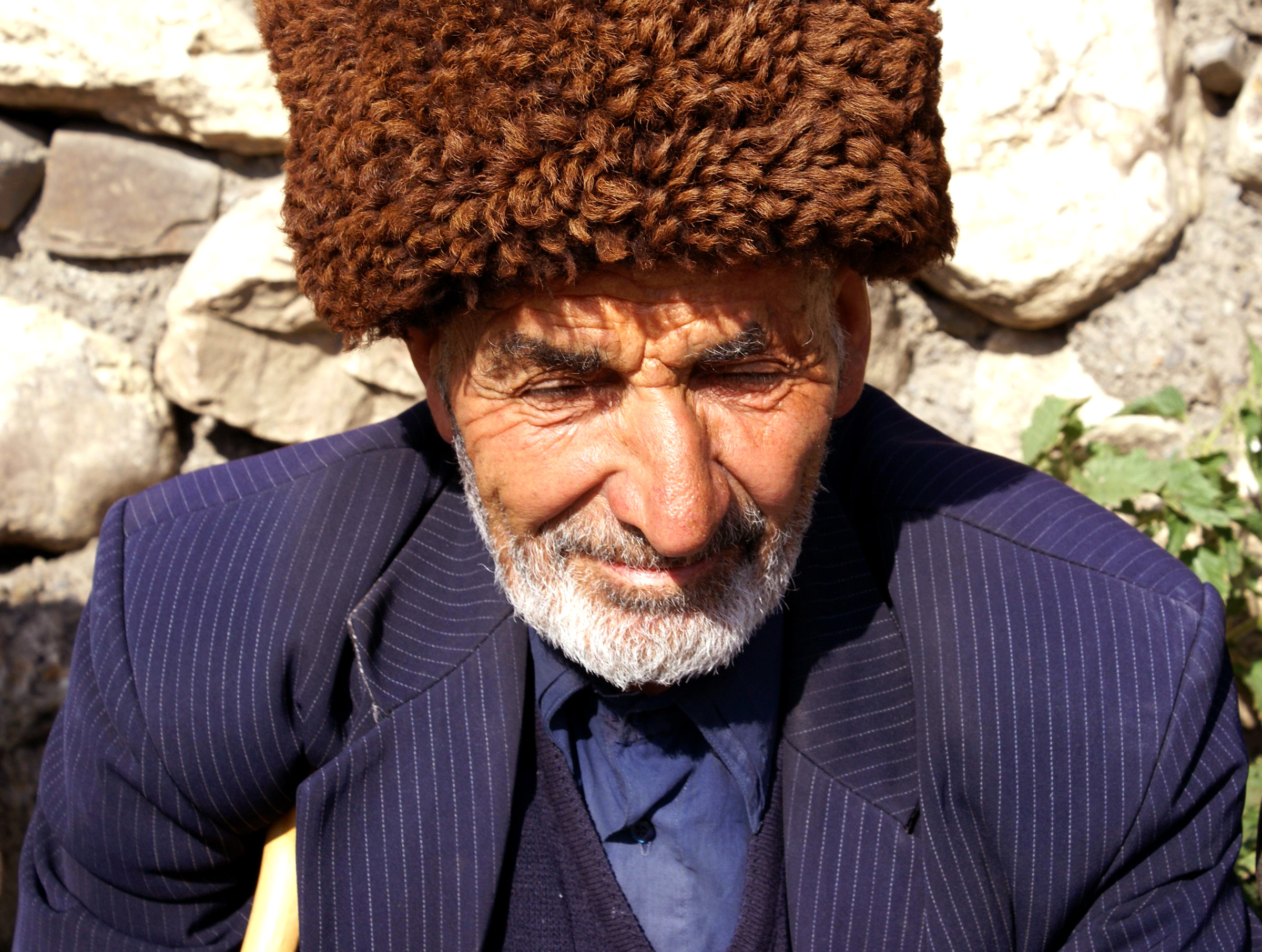
Un aqsaqal di Khinalug

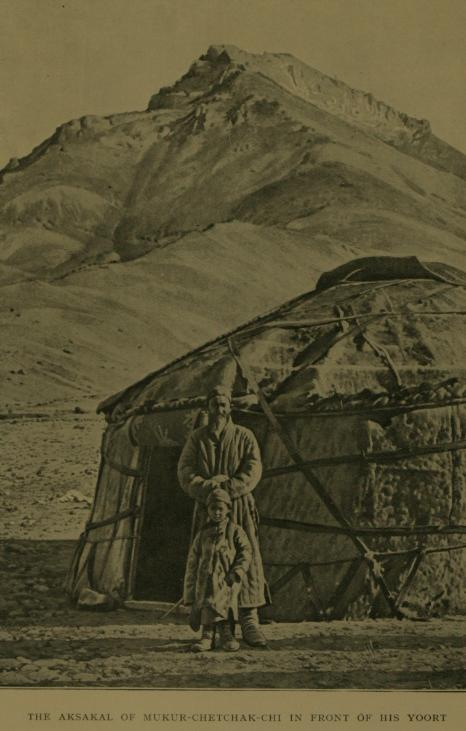
Aksakal nel 1909.

L'aqsaqal o aksakal (tradotto letteralmente come "barba bianca" nelle lingue turche) si riferisce metaforicamente agli anziani maschi, i vecchi e i saggi della comunità in alcune parti dell'Asia centrale, del Caucaso e della Baschiria. Tradizionalmente, fino all'epoca sovietica, un aqsaqal era il capo di un villaggio (o aul). Agendo come consiglieri o giudici, questi anziani hanno o avevano un ruolo nella politica e nel sistema giudiziario nei paesi e nelle tribù. Ad esempio, in Kirghizistan ci sono tribunali aksakal. In Uzbekistan, che era tradizionalmente una società più urbana (gli uzbeki sono sart o abitanti delle città, al contrario dei nomadi turchi), le città sono divise in mahalla. Ogni mahalla ha un aqsaqal che funge da capo del distretto.

## Riqualificazione dei tribunaliaqsaqalin Kirghizistan
Nel 1995, l'allora presidente del Kirghizistan Askar Akayev annunciò un decreto per rivitalizzare i tribunali aqsaqal. I tribunali avrebbero avuto una giurisdizione sulle proprietà, sugli illeciti e sul diritto di famiglia. I tribunali aqsaqal furono infine inclusi nell'articolo 92 della costituzione kirghisa. Nel 2006 c'erano circa 1.000 tribunali aqsaqal in tutto il Kirghizistan, inclusa la capitale Biškek. Akaev collegò lo sviluppo di questi tribunali nel ravvivare l'identità nazionale kirghisa. In un discorso del 2005, ricollegò i tribunali al passato nomade del paese, esaltando il modo in cui i tribunali esprimevano la capacità kirghisa di autogoverno.